# Song of Norway (Film)

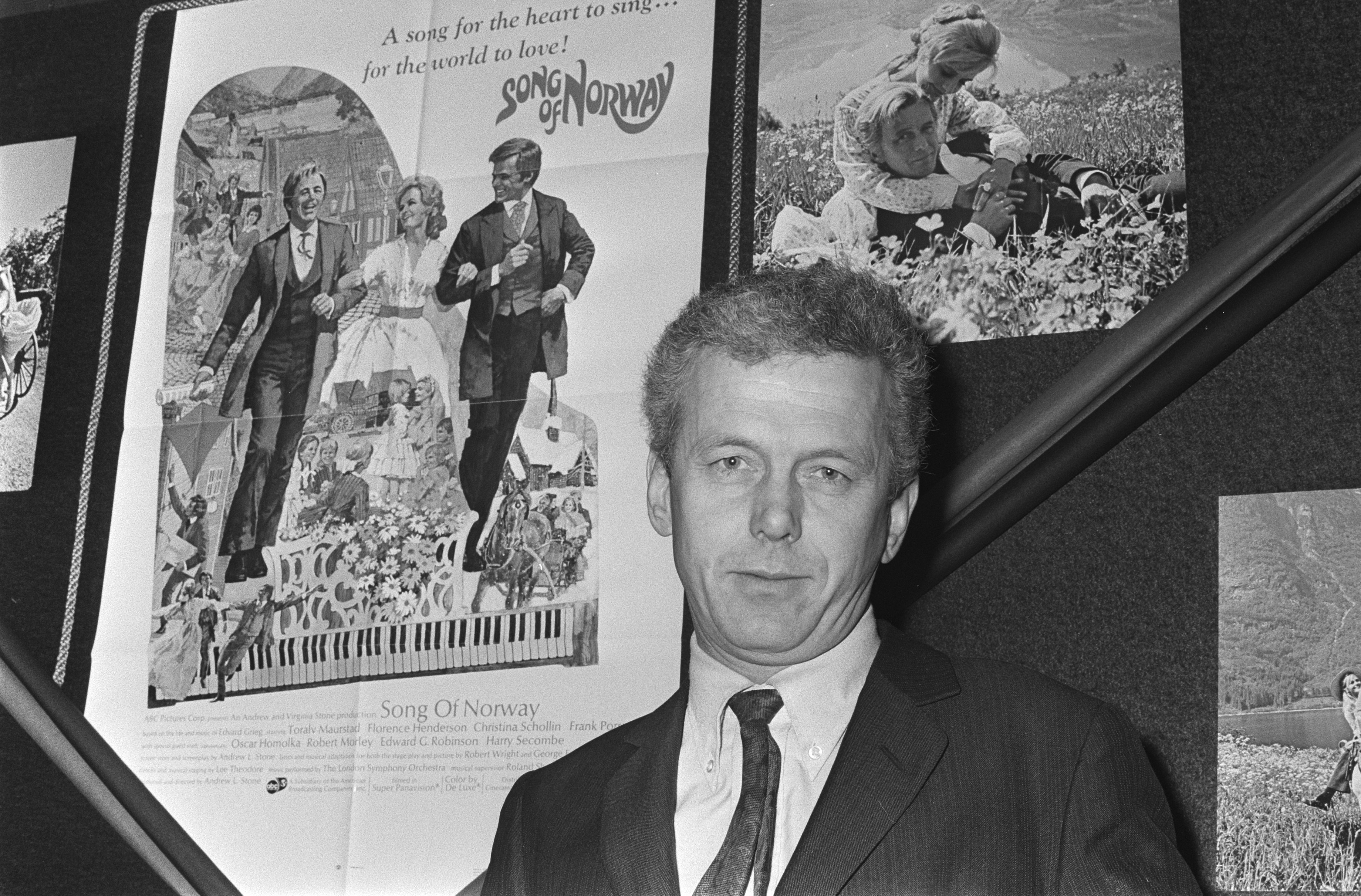
Toralv Maurstad

Song of Norway ist eine US-amerikanische Filmbiografie aus dem Jahr 1970 und hat den norwegischen Komponisten Edvard Grieg zum Thema. Er basiert auf dem gleichnamigen Musical von 1944.

## Handlung
Der junge Komponist Edvard Grieg steht am Anfang seiner Karriere. Gegen den Widerstand ihres Vaters lädt die junge Erbin Therese Berg Grieg zu einem Hauskonzert im Haus ihrer Eltern ein, das jedoch von Thereses Vater sabotiert wird. Dennoch bekommt Grieg in der Folge die Möglichkeit, einen Liederabend zu veranstalten. Die aufkeimende Liebe zwischen ihm und Therese hat jedoch keine Chancen, da ihr Vater bereits ihre Heirat mit einem anderen Ehekandidaten arrangiert hat.
Obwohl Niels Wilhelm Gade Griegs Musik negativ beurteilt hat, schöpft Grieg wenig später neue Hoffnung, als er auf Vermittlung von Frau Thoresen hin den jungen Komponisten Rikard Nordraak kennenlernt. Die beiden Männer beschließen, eine Nationalmusik für Norwegen zu entwickeln. Sie besuchen Griegs Cousine Nina Hagerup; sie soll Lieder singen, die Grieg auf Grundlage von Gedichten von Hans Christian Andersen geschrieben hat. Griegs Vertonungen finden Andersens Wohlwollen.
Grieg schreibt weitere Lieder für Nina als Interpretin; beide verlieben sich ineinander. Grieg macht Nina einen Heiratsantrag, was auf den Widerstand von Ninas Mutter stößt. Auf Nordraaks Vermittlung hin, der Kontakte zu Bjørnstjerne Bjørnson hat, bekommt Grieg eine Stelle als Dirigent in Christiania. Grieg erfährt in einem Brief von Therese, dass ihr Vater gestorben ist und sie ihre Verlobung gelöst hat; mit ihrem Vermögen könne sie ihn fördern und ihm einen Aufenthalt in Rom zur Förderung seiner Karriere ermöglichen. Dennoch heiratet Grieg Nina.
In Christiania muss Grieg jedoch erfahren, dass der Dirigentenposten inzwischen anderweitig besetzt wurde. Widerwillig muss er den Lebensunterhalt für sich und Nina mit Klavierunterricht bestreiten. Nordraak vermittelt Grieg einige Subskribentenkonzerte bei der Musikalischen Gesellschaft; gleichzeitig muss er sich von Grieg und Nina verabschieden, weil er die Möglichkeit bekommen hat, seine Studien in Berlin fortzusetzen. Doch auch Griegs Hoffnungen auf die Konzerte scheitern am Widerstand der Musikalischen Gesellschaft, Grieg die Hallenmiete zu ermäßigen.
Bei Händler Krogstad will Nina ein Klavier für ihren Mann kaufen und verkauft die seit langem in Familienbesitz befindliche Kutsche, um es zu finanzieren. Krogstad meint, ein adeliger Förderer könnte für Grieg von Nutzen sein. Zur gleichen Zeit lässt Therese Bjørnson eine Spende für die Musikalische Gesellschaft zukommen, knüpft diese aber erfolgreich an die Bedingung, Griegs Konzerte zu ermöglichen. Bjørnson schlägt Grieg die Komposition und Aufführung einer Oper vor; Bjørnson will das Libretto schreiben.
Grieg veranstaltet einen Liederabend, bei dem Nina Griegs Kompositionen singt. Währenddessen bietet sich ihm die Möglichkeit, nach Rom zu gehen, nachdem er Franz Liszt eine von ihm komponierte Violinsonate geschickt hat. Bei dieser Gelegenheit sieht Grieg Therese wieder, die ihm erfolglos ihre finanzielle Hilfe anbietet. Therese bestellt bei Krogstad ein Klavier als Geschenk für Grieg, was Ninas Eifersucht weckt. Grieg erzählt ihr von Thereses damaligen Angebot, das er kurz vor seiner Hochzeit mit Nina abgelehnt hat. Auch ein Gespräch mit Krogstad kann Nina beruhigen.
Dank eines Einladungsschreibens von Franz Liszt willigt der Stadtrat ein, Griegs Reise nach Rom finanziell zu unterstützen. Auf Grund der geringen Höhe der Unterstützung muss Grieg allein nach Rom reisen; Nina will während seines Romaufenthaltes zu ihren Eltern zurückkehren. Auf dem Weg nach Rom besucht Grieg seinen Freund Nordraak in Berlin und erfährt, dass dieser an Tuberkulose erkrankt ist. Da Grieg dringend nach Rom weiterreisen muss, verspricht er, in zwei Wochen wieder nach Berlin zu kommen.
In Rom trifft Grieg den Schriftsteller Henrik Ibsen. Grieg nimmt Ibsens Angebot an, dessen Stück Peer Gynt zu vertonen, und gibt dafür Bjørnsons Opernprojekt auf. Nordraaks Gesundheitszustand verschlechtert sich, doch kann Grieg sein in Berlin gegebenes Versprechen nicht einhalten, da er gerade jetzt zu dieser Zeit Franz Liszt treffen und seine Violinsonate aufführen kann. Nach dem erfolgreichen Konzert erfährt Grieg von Krogstad, dass Nina Christiania niemals verlassen hat und von dem Geld gelebt hat, mit dem sie Griegs Klavier kaufen wollte. Therese erkennt wenig später, dass es Nina ist, der Griegs Liebe gilt.
Grieg erhält mit der Post Bjørnsons Opernlibretto, das dieser vor Griegs Absage nach Rom geschickt hat. Von Nordraaks Vater erfährt er, dass sein Freund Rikard inzwischen verstorben ist. Rikards Vater äußert seine Enttäuschung darüber, dass Grieg sein Versprechen nicht eingelöst hat. Als Grieg das Gefühl hat, alle enttäuscht zu haben, beruhigt sie ihn, dass er immer noch die Möglichkeit hat, Nordraaks Traum wahr werden zu lassen.
Nach seiner Rückkehr aus Rom freuen er und Nina sich, sich endlich wiederzusehen.

## Musik
Die Musik wurde vom London Symphony Orchestra eingespielt und stammt, wie auch bereits beim gleichnamigen Musical, von Robert Wright und George Forrest. Der Soundtrack erschien als Musikalbum.